# ناحیه فردنبرگ، شهرستان سنت لوئیس، مینه سوتا
ناحیه فردنبرگ (به انگلیسی: Fredenberg Township) یک منطقهٔ مسکونی در ایالات متحده آمریکا است که در شهرستان سنت لوئیس، مینه‌سوتا واقع شده‌است.
 ناحیه فردنبرگ ۹۳٫۰ کیلومتر مربع مساحت و ۱٬۳۳۷ نفر جمعیت دارد و ۴۱۱ متر بالاتر از سطح دریا واقع شده‌است.